# 淡河町

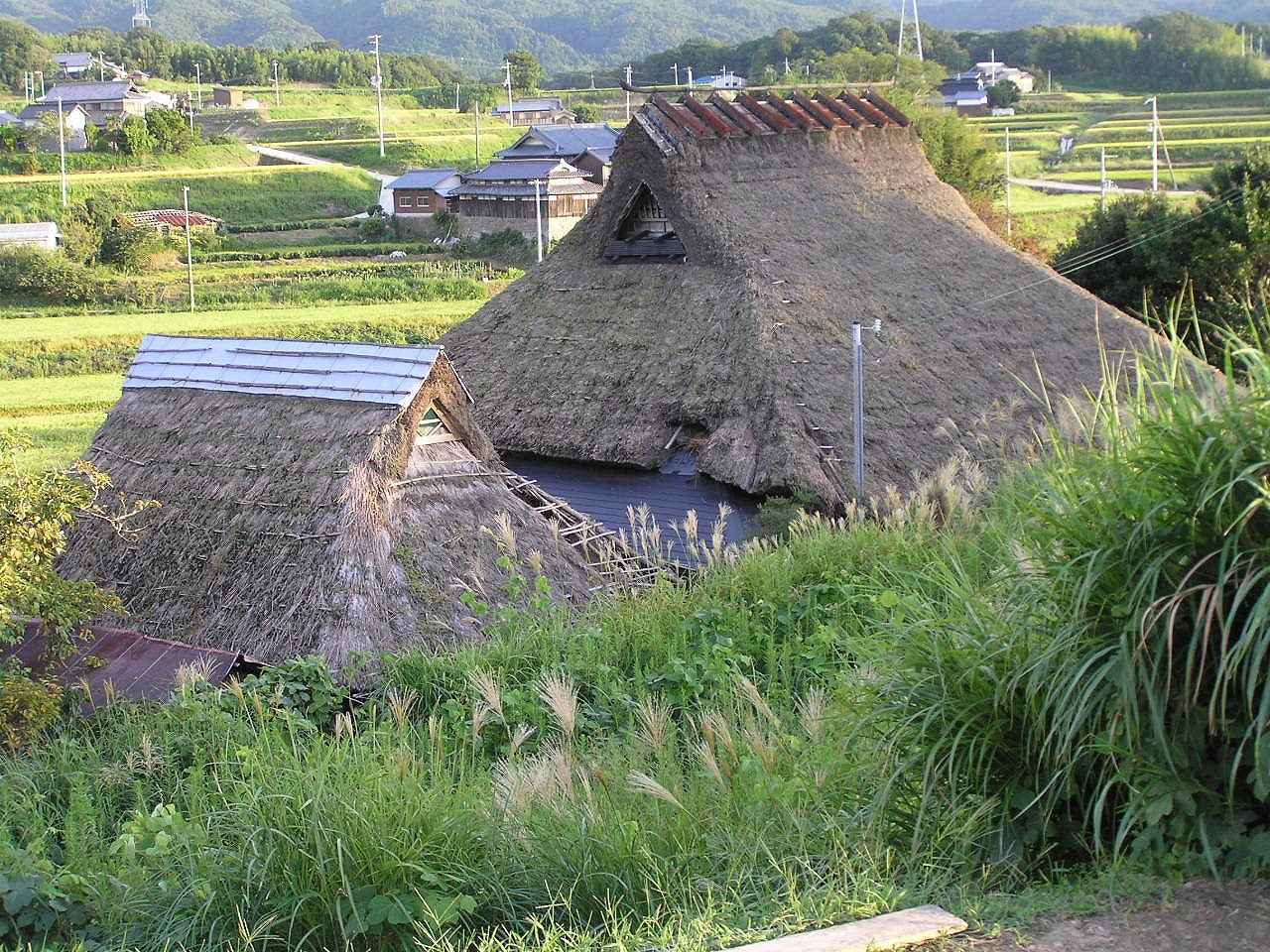
僧尾地区には茅葺屋根古民家も多く残る。

淡河町（おうごちょう）は、兵庫県神戸市北区の一地区（広域町名）。神戸市北区の北西部に位置し、三木市に接する。令制国では播磨国美嚢郡に属した（神戸市北区では淡河町のみ播磨国でそれ以外は摂津国）。

## 面積・人口
37.69平方km。2740人（2015年国勢調査）。

## 特産品
- テッポウユリ（淡河新テッポウユリ）
- チューリップ
- 山田錦（酒米。特に当地生産のものは最高級品とされる）

## 沿革
- 1889年　町村制施行により当地区は兵庫県美嚢郡淡河村および上淡河村となる
- 1957年　淡河村と上淡河村が合併して淡河村となる
- 1958年2月1日　淡河村が神戸市兵庫区に編入される
- 1973年　兵庫区から、当地区を含む地域が北区として分区され、兵庫県神戸市北区淡河町となる

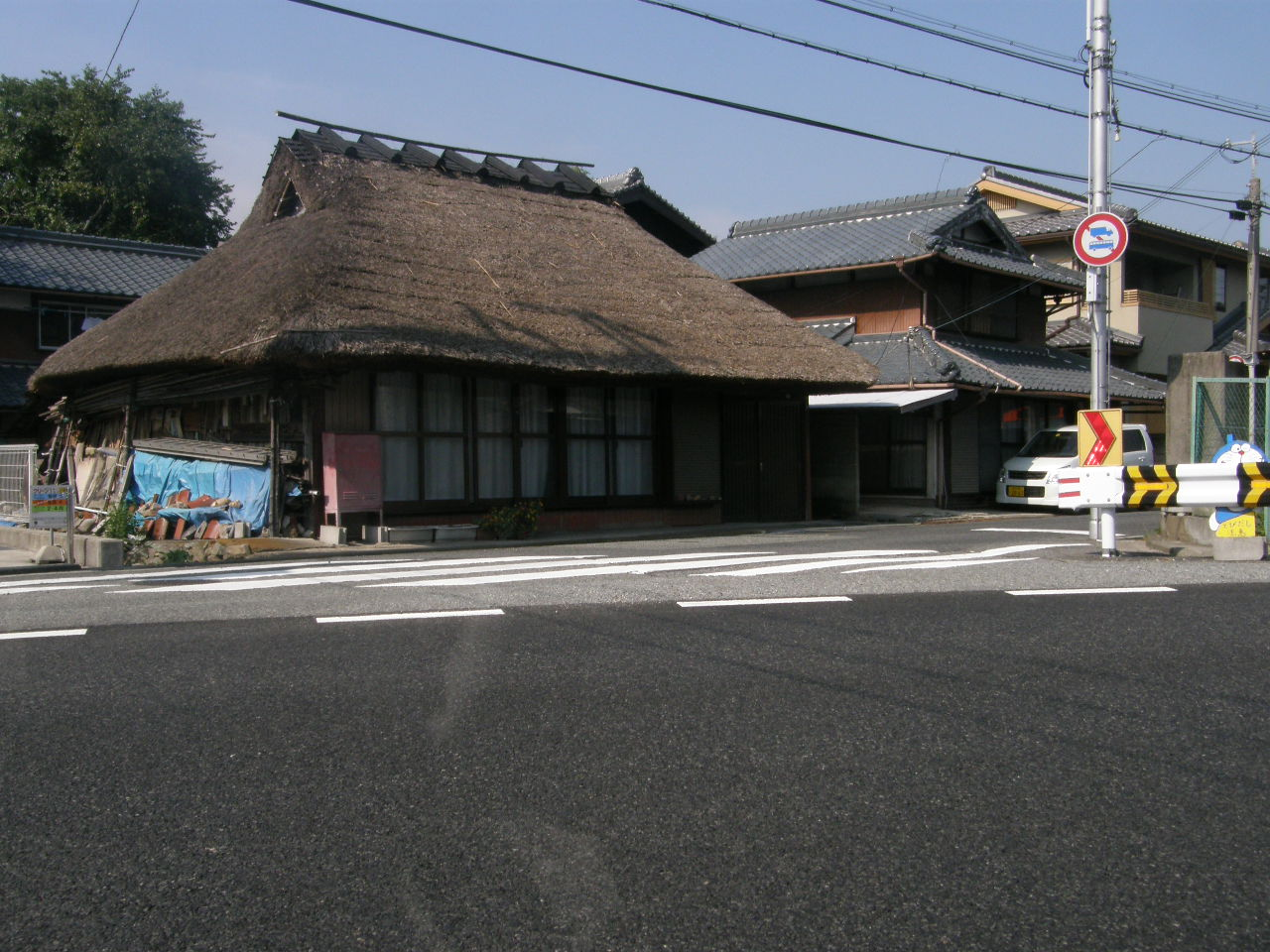
湯の山街道・淡河本町

- 2003年　道の駅淡河が完成

## 交通
町内に鉄道路線はない。
主要な道路は国道428号および県道38号三木三田線である。山陽自動車道が通り、神戸北インターと三木ジャンクションの間に位置し、淡河町内にインターは無いが、淡河PAが存在する。
「道の駅淡河」がある。
三田駅から神姫バスが運行されている。

## 伝説
淡河町は上代には湖であったと伝わる。最初の淡河庄司は、持統天皇の御世に淡河に降り住した「人咋」である。人咋の先祖は大山咋神であると伝わる。人咋の弟は松尾大社を勧請創建したと伝わる。人咋の曾孫の「左次」は淡河に水神を祀った。左次の娘の八束姫は沼に入水した。淡河庄司人咋は下田氏の祖である。